# Ernest Arend
Ernest Arend (* 6. August 1889; † unbekannt) war ein luxemburgischer Fußballspieler.
Er gab am 9. Februar 1930 bei einem Freundschaftsspiel gegen die belgische B-Auswahl sein Debüt in der Nationalmannschaft. Im Sommer des gleichen Jahres folgten zwei weitere Länderspiele.